# Arthur von Lindequist
Arthur Axel Heinrich August von Lindequist (Wostewitz, 17. listopada 1855. -  Berlin, 1. studenog 1937.) je bio njemački general i vojni zapovjednik. Tijekom Prvog svjetskog rata zapovijedao je s 3. gardijskom divizijom, te XIV. i VII. pričuvnim korpusom na Zapadnom i Istočnom bojištu.

## Vojna karijera
Arthur von Lindequist rođen je 17. listopada 1855. godine u Wostewitzu (otok Rügen). Lindequist je u vojsku kao kadet stupio 1874. godine, nakon čega je služio u raznim vojnim jedinicama. U kolovozu 1910. dobiva zapovjedništvo nad 1. hannoverskom pješačkom pukovnijom kojom zapovijeda iduće tri godine. U kolovozu 1913. Lindequist je promaknut u general bojnika, te dobiva zapovjedništvo nad 40. pješačkom brigadom na čijem čelu dočekuje i početak Prvog svjetskog rata.

## Prvi svjetski rat
Na početku Prvog svjetskog rata 40. pješačka brigada ulazi u sastav 2. armije koja se nalazila na Zapadnom bojištu. Zapovijedajući navedenom brigadom Lindequist sudjeluje u opsadi Namura u kojoj je 23. kolovoza 1914. ranjen. Nakon što se oporavio od zadobivenih rana, u lipnju 1915. preuzima zapovjedništvo nad 3. gardijskom divizijom kojom će zapovijedati tijekom većine rata. Lindequist zapovijedajući navedenom divizijom na Istočnom bojištu sudjeluje u ofenzivi Gorlice-Tarnow, te nakon toga u borbama oko Tarnopola.
U travnju 1916. Lindequist je s 3. gardijskom divizijom premješten na Zapadno bojište gdje divizija zauzima položaje u Champagni. Ubrzo nakon toga, u lipnju 1916., s 3. gardijskom divizijom koja je ušla u sastav 2. armije sudjeluje u Bitci na Sommi, da bi nakon toga u rujnu ponovno bio upućen na Istočno bojište. Međutim, već u studenom 1916. ponovno je vraćen na Zapadno bojište gdje 3. gardijska divizija ulazi u sastav Armijskog odjela A.
Tijekom 1917. Lindequist sa svojom divizijom sudjeluje u Bitci kod Arrasa, te nakon toga u Trećoj bitci kod Ypresa. U studenom 1917. zapovijedajući 3. gardijskom divizijom sudjeluje u Bitci kod Cambraia gdje zaustavlja saveznički tenkovski napad. Za zapovijedanje u navedenoj bitci, 23. prosinca 1917. odlikovan je ordenom Pour le Mérite.
U veljači 1918. Lindequist postaje zapovjednikom XIV. pričuvnog korpusa koji je ušao u sastav novoformirane 17. armije. Zapovijedajući navedenim korpusom Lindequist sudjeluje u Drugoj bitci u Pikardiji, prvom njemačkom napadu u Proljetnoj ofenzivi. U lipnju međutim, Lindequist ponovno mijenja zapovjedništvo, te postaje zapovjednikom VII. pričuvnog korpusa kojim zapovijeda sve do kraja rata. 

## Poslije rata
Nakon završetka rata Lindequist je jedno vrijeme bio u pričuvi i na raspolaganju Glavnom stožeru, da bi konačno 21. siječnja 1920. godine bio umirovljen. Preminuo je 1. studenog 1937. godine u 82. godini života u Berlinu.

## Vanjske poveznice
(eng.) Arthur von Lindequist na stranici Prussian Machine.com